# 大塔瓦河
大塔瓦河是俄羅斯的河流，由鄂木斯克州負責管轄，屬於鄂畢河的左支流，河道全長180公里，流域面積2,740平方公里，流經西西伯利亞平原，河水主要來自雨水和融雪，每年十月至翌年五月結冰。